# Даделдхура (район)
Даделдхура (непальск. डडेलधुरा जिल्ला) — один из 75 районов Непала. Входит в состав зоны Махакали, которая, в свою очередь, входит в состав Дальнезападного региона страны.
На юге граничит с районом Канчанпур, на севере — с районом Байтади, на востоке — с районами Доти и Кайлали зоны Сетхи и на западе — с индийским штатом Уттаракханд. Площадь района — 1538 км². Административный центр — город Даделдхура. Состоит из семи муниципалитетов, двух городов и пяти гаунпалик:
- Амарагадхи
- Пашурам[англ.]
- Аалитаал[англ.]
- Аджаймеру[англ.]
- Бхагешвар[англ.]
- Ганяпадхура[англ.]
- Навадурга[англ.]

Население по данным переписи 2011 года составляет 142 094 человека, из них 66 556 мужчин и 75 538 женщин. По данным переписи 2001 года население насчитывало 126 162 человека. 98,88 % населения исповедуют индуизм; 0,71 % — буддизм; 0,31 % — христианство и 0,03 % — ислам.
Район — полностью сельский и до сих пор не был модернизирован. Территория района редко посещается туристами.